# Messeturm Leipzig

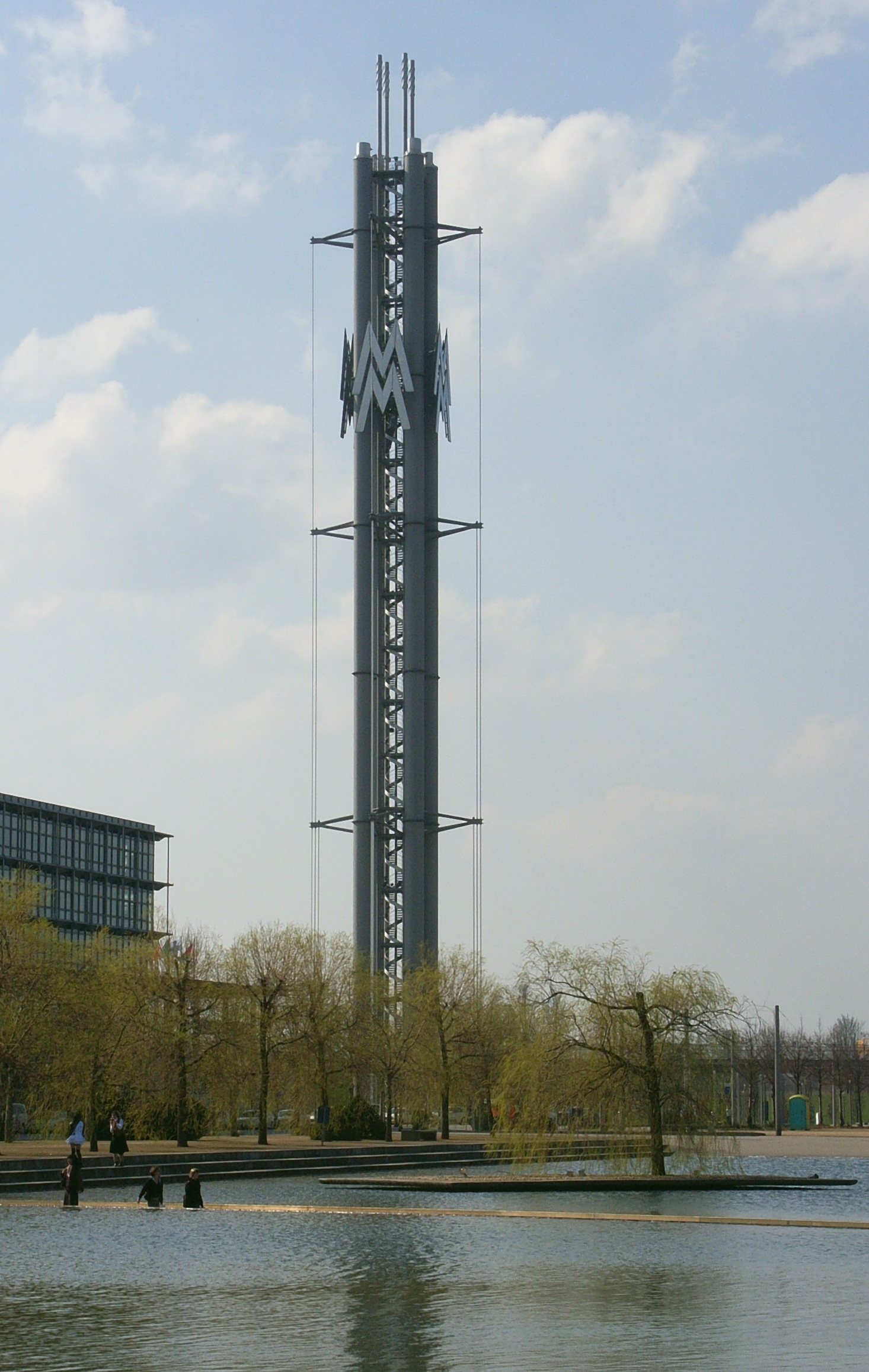
Der Messeturm

Der Messeturm Leipzig ist das Wahrzeichen der neuen Leipziger Messe in Leipzig. Der 1995 errichtete Turm ist 85 Meter hoch und trägt an seinem oberen Teil das Doppel-M, das Logo der Leipziger Messe.

## Konstruktion
Der seilverspannte Turm besteht aus einer Gittermastkonstruktion, die vier Rohre in der Vertikalen hält. Die vier Rohre dienen den Heizkesseln der Messegebäude und den Notstromaggregaten als Schornstein. Der Entwurf des Messeturms stammt von Schlaich, Bergermann und Partner, als Architekten zeichnen Gerkan, Marg und Partner verantwortlich.
Seit dem 1. Februar 2004 ist auf der Spitze des Messeturms eine Webcam installiert, die von Internetbenutzern für bis zu 40 Sekunden selbst gesteuert werden kann.

## Geschichte
Als Messetürme von Leipzig werden zum Teil auch ältere Bauvorhaben für das alte Messegelände von Leipzig bezeichnet. Zwischen anderen, im Umfang realistischeren Plänen wurde unter anderem auch ein „Turm“ von Emanuel Haimovici, Richard Tschammer und Arno Caroli entworfen. Das Gebäude sollte 108 Meter hoch werden und 30 Ausstellungsetagen bieten. 1919 wurde der Vorentwurf dem Leipziger Stadtrat vorgelegt, gemeinsam mit einem Antrag auf einen Bauplatz in der Nähe der Innenstadt. Wie andere Großprojekte für die Leipziger Messe wurde der Entwurf jedoch letztlich nicht verwirklicht.